# 石河京市
石河 京市（いしかわ きょういち、1898年（明治31年）3月16日 - 1970年（昭和45年）11月29日）は、日本の社会運動家、政治家。横浜市長。

## 経歴
岐阜県稲葉郡加納町（現岐阜市）で、石河市太郎の四男として生まれる。
1928年、神奈川県会議員に選出され、同副議長、横浜市会議員を務めた。また、横浜市無産派共同委員会委員、同委員長、全国大衆党神奈川県連合委員、同県連委員長等を歴任し、労働運動を推進した。
戦後、1945年に日本社会党の結党に加わり、1947年の横浜市長選に革新統一候補として出馬して当選し、同年4月9日、横浜市長に就任した。戦後の復興に尽力して、市長を一期務めて1951年4月4日に退任した。
その後、横浜市信用金庫理事長、日本プレス梱包取締役などを務めるかたわら、原水爆反対運動などを推進した。